# ادريان بوبا
ادريان بوبا (بالرومانية: Adrian Popa)‏ (7 أبريل 1990 ببوخارست في رومانيا - ) هو لاعب كرة قدم روماني في مركز الدفاع. شارك مع منتخب رومانيا تحت 21 سنة لكرة القدم. أما مع النوادي، فقد لعب مع جامعة كلوج ودينامو بوخارست وكونكورديا كياجنا وACS Olimpic Snagov ‏.

## وصلات خارجية
- ادريان بوبا على موقع الاتحاد الأوربي (الإنجليزية)
- ادريان بوبا على موقع قاعدة بيانات كرة القدم.إي يو (الإنجليزية)
- ادريان بوبا على موقع Soccerway.com (الإنجليزية)